# Ann McLaughlin Korologos
Ann Dore Lauenstein, meglio nota con i cognomi dei due mariti, McLaughlin Korologos (Chatham Borough, 16 novembre 1941 – Salt Lake City, 30 gennaio 2023), è stata una politica, dirigente d'azienda e gallerista statunitense, Segretario al lavoro degli Stati Uniti nel gabinetto di Ronald Reagan nel biennio 1987-1989.

## Biografia

### Attività politica
Prima di ricoprire il ruolo di segretario al lavoro, fu assistente segretario per gli affari pubblici al dipartimento del tesoro.
Subentrò il 17 dicembre 1987, nel ruolo di Segretario del Lavoro degli Stati Uniti, a Bill Brock che si era dimesso il precedente 31 ottobre per guidare la campagna elettorale di Bob Dole per le elezioni primarie del Partito Repubblicano. Mantenne il ruolo fino al termine del mandato presidenziale di Reagan.

### Attività dirigenziale
Dal 1996 al 2000 fu a capo dell'Aspen Institute, dal 2000 al 2006 fu del consiglio di amministrazione di Microsoft, da cui si dimise per i numerosi impegni nelle altre attività.
Fece parte dei board di diverse società, tra cui Union Carbide, American Airlines, Fannie Mae, Donna Karan International, Kellogg's, General Motors.

### Morte
Ann McLaughlin Korologos è morta nel 2023 a causa di una meningite.

## Vita privata
Sposò nel 1975 il giornalista e commentatore politico John McLaughlin, da cui divorziò nel 1992. Nel 1997 sposò Tom C. Korologos, futuro ambasciatore statunitense in Belgio.
Appassionata collezionista d'arte, aprì una galleria a Basalt, Colorado nel 2007, la Basalt Gallery. Quando fu aperta la nuova sede, nel giugno 2009, la galleria fu ridenominata Ann Korologos Gallery.
Visse dividendosi tra Basalt e Washington.